# Fox & Friends
Fox & Friends ist eine Sendung des Frühstücksfernsehens des US-Nachrichtensenders Fox News Channel, die seit 1998 ausgestrahlt wird.

## Moderatoren
Neben den Hauptmoderatoren von Montag bis Freitag fungieren Janice Dean als Meteorologin, während Jillian Mele die Nachrichten präsentiert. Am Wochenende führen Pete Hegseth, Jedediah Bila, Rachel Campos-Duffy, Ed Henry und Griff Jenkins in unregelmäßiger Konstellation durch die Sendung, während Rick Reichmuth die Wetterprognose verantwortet.
Hauptmoderatoren an Wochentagen sind:

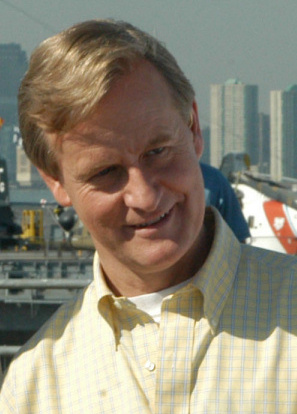
Steve Doocy
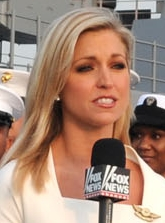
Ainsley Earhardt
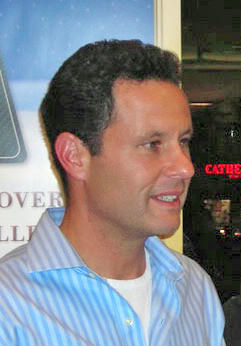
Brian Kilmeade

Frühere Moderatoren waren unter anderen E. D. Hill, Kiran Chetry, David Briggs, Gretchen Carlson, Alisyn Camerota, Maria Molina, Elisabeth Hasselbeck, Anna Kooiman, Clayton Morris, Tucker Carlson und Abby Huntsman.

## Rezeption
Erik Wemple bezeichnete die Sendung in einem Artikel der Washington Post als „dümmste Nachrichtensendung im Fernsehen“. Während der Präsidentschaft von Barack Obama war die Sendung laut New York Times ein Sprachrohr für führende republikanische Politiker, deren Attacken auf demokratische Politiker und den Präsidenten unwidersprochen blieben.